# أليخاندرو غارسيا (لاعب كرة قدم مواليد 1970)
أليخاندرو غارسيا كاسانياس (بالإسبانية: Alejandro García Casañas) (14 يناير 1970 في إسبانيا - ) هو مدرب كرة قدم ولاعب كرة قدم إسباني في مركز الدفاع. شارك مع منتخب إسبانيا تحت 18 سنة لكرة القدم ومنتخب إسبانيا تحت 19 سنة لكرة القدم ومنتخب إسبانيا تحت 20 سنة لكرة القدم ومنتخب إسبانيا تحت 21 سنة لكرة القدم ومنتخب إسبانيا تحت 23 سنة لكرة القدم ومنتخب كاتالونيا لكرة القدم. أما مع النوادي، فقد لعب مع خيمناستيك طركونة ورايو فايكانو ونادي برشلونة ب ونادي برشلونة ونادي غرناطة ونادي قادش ونادي بالاموس ‏ ونادي كورنيا.

## وصلات خارجية
- أليخاندرو غارسيا على موقع قاعدة بيانات كرة القدم.إي يو (الإنجليزية)
- أليخاندرو غارسيا على موقع عالم كرة القدم.نت (الإنجليزية)